# Tomoka Takeuchi
Tomoka Takeuchi (jap. 竹内 智香, Takeuchi Tomoka; * 21. Dezember 1983 in Sapporo) ist eine japanische Snowboarderin. Sie startet in den Paralleldisziplinen.

## Werdegang
Takeuchi fuhr im Januar 2001 ihr erstes Weltcuprennen am Kronplatz, welches sie mit dem 63. Platz im Parallel-Riesenslalom beendete. Bei den folgenden Weltmeisterschaften in Madonna di Campiglio war der 29. Rang im Riesenslalom ihre beste Platzierung. Bei ihrer ersten Olympiateilnahme 2002 in Salt Lake City kam sie auf den 22. Platz im Parallel-Riesenslalom. Im Januar 2003 erreichte sie bei den Snowboard-Weltmeisterschaften 2003 am Kreischberg den 39. Platz im Parallel-Riesenslalom und den 30. Rang im Parallelslalom. Bei den Winter-Asienspielen im folgenden Monat gewann sie die Bronzemedaille im Slalom und die Silbermedaille im Riesenslalom. Zu Beginn der Saison 2003/04 erreichte sie in Stoneham mit dem achten Rang im Parallel-Riesenslalom ihre erste Top-Zehn-Platzierung im Weltcup. Es folgten in der Saison ein weiterer vierter Platz am Mount Bachelor und ein dritter Platz in Sapporo. Im Januar 2005 belegte sie bei den Snowboard-Weltmeisterschaften 2005 in Whistler den 15. Rang im Parallel-Riesenslalom und den siebten Rang im Parallelslalom. Bei den Olympischen Winterspielen 2006 in Turin kam sie auf den neunten Platz im Parallel-Riesenslalom. Im folgenden Jahr erreichte sie bei den Snowboard-Weltmeisterschaften in Arosa den 15. Rang im Parallel-Riesenslalom und den 14. Platz im Parallelslalom. In der Saison 2008/09 errang sie im Weltcup viermal den zweiten Platz und beendete die Saison auf den sechsten Platz in der Gesamtwertung und dritten Rang in der Parallelwertung. Beim Saisonhöhepunkt den Snowboard-Weltmeisterschaften 2009 erreichte sie den 13. Platz im Parallelslalom und verpasste mit dem vierten Rang im Parallel-Riesenslalom nur knapp eine Medaille. Bei den Olympischen Winterspielen 2010 in Vancouver kam sie auf den 13. Rang im Parallel-Riesenslalom. Im Januar 2011 belegte sie bei den Snowboard-Weltmeisterschaften 2011 in La Molina den 20. Platz im Parallel-Riesenslalom und den 13. Rang im Parallelslalom. Zwei Monate später erreichte sie in Moskau den zweiten Platz im Parallelslalom. Zu Beginn der Saison 2012/13 holte sie im Parallel-Riesenslalom in Carezza ihren ersten Weltcupsieg. Bei den Snowboard-Weltmeisterschaften 2013 in Stoneham belegte sie den achten Platz im Parallelslalom und den siebten Rang im Parallel-Riesenslalom. In der Saison 2013/14 holte sie dreimal den zweiten Platz und beendete die Saison auf den fünften Platz in der Parallelgesamtwertung und den zweiten Platz in der Parallel-Riesenslalomwertung. Bei den Olympischen Winterspielen 2014 in Sotschi gewann sie Silber im Parallel-Riesenslalom. Bei den Snowboard-Weltmeisterschaften 2015 am Kreischberg holte sie Bronze im Parallel-Riesenslalom. In der Saison 2016/17 wurde sie jeweils im Parallel-Riesenslalom in Bansko Dritte und in Kayseri und erreichte damit den 12. Platz im Parallelweltcup und den fünften Rang im Parallel-Riesenslalom-Weltcup. Beim Saisonhöhepunkt, den Snowboard-Weltmeisterschaften 2017 in Sierra Nevada, kam sie auf den 12. Platz im Parallelslalom und auf den zehnten Rang im Parallel-Riesenslalom. Im folgenden Jahr wurde sie bei den Olympischen Winterspielen 2018 in Pyeongchang Fünfte im Parallel-Riesenslalom. Nach dreijähriger Pause startete sie in der Saison 2020/21 wieder im Snowboard. Dabei belegte sie bei den Snowboard-Weltmeisterschaften 2021 in Rogla den 13. Platz im Parallelslalom und den siebten Rang im Parallel-Riesenslalom. Zudem wurde sie im Februar 2021 beim Weltcup in Bannoye Dritte im Parallelslalom. Im folgenden Jahr errang sie bei den Olympischen Winterspielen in Peking den 15. Platz im Parallel-Riesenslalom.
Takeuchi startete bisher an 194 Weltcuprennen und erreichte 62-mal eine Platzierung unter den ersten zehn.(Stand: 27. Dezember 2022)

## Teilnahmen an Weltmeisterschaften und Olympischen Winterspielen

### Olympische Spiele
- 2002 Salt Lake City: 22. Platz Parallel-Riesenslalom
- 2006 Turin: 9. Platz Parallel-Riesenslalom
- 2010 Vancouver: 13. Platz Parallel-Riesenslalom
- 2014 Sotschi: 2. Platz Parallel-Riesenslalom, 14. Platz Parallelslalom
- 2018 Pyeongchang: 5. Platz Parallel-Riesenslalom
- 2022 Peking: 15. Platz Parallel-Riesenslalom

### Weltmeisterschaften
- 2001 Madonna di Campiglio: 29. Platz Riesenslalom, 42. Platz Parallel-Riesenslalom, 45. Platz Parallelslalom
- 2003 Kreischberg: 30. Platz Parallelslalom, 39. Platz Parallel-Riesenslalom
- 2005 Whistler: 7. Platz Parallelslalom, 15. Platz Parallel-Riesenslalom
- 2007 Arosa: 14. Platz Parallelslalom, 15. Platz Parallel-Riesenslalom
- 2009 Gangwon: 4. Platz Parallel-Riesenslalom, 13. Platz Parallelslalom
- 2011 La Molina: 13. Platz Parallelslalom, 20. Platz Parallel-Riesenslalom
- 2013 Stoneham: 7. Platz Parallel-Riesenslalom, 8. Platz Parallelslalom
- 2015 Kreischberg: 3. Platz Parallel-Riesenslalom, 15. Platz Parallelslalom
- 2017 Sierra Nevada: 10. Platz Parallel-Riesenslalom, 12. Platz Parallelslalom
- 2021 Rogla: 7. Platz Parallel-Riesenslalom, 13. Platz Parallelslalom
- 2023 Bakuriani: 9. Platz Parallel-Riesenslalom, 17. Platz Parallelslalom, 17. Platz Parallelslalom Team
- 2025 Engadin: 22. Platz Parallel-Riesenslalom, 41. Platz Parallelslalom

## Weltcupsiege und Weltcup-Gesamtplatzierungen

### Weltcupsiege
| Nr. | Datum             | Ort     | Disziplin             |
| --- | ----------------- | ------- | --------------------- |
| 1.  | 21. Dezember 2012 | Carezza | Parallel-Riesenslalom |

### Weltcup-Gesamtplatzierungen
| Saison  | Parallel | Parallel | Parallel-Riesenslalom | Parallel-Riesenslalom | Parallelslalom | Parallelslalom |
| Saison  | Punkte   | Platz    | Punkte                | Platz                 | Punkte         | Platz          |
| ------- | -------- | -------- | --------------------- | --------------------- | -------------- | -------------- |
| 2001/02 | 210      | 35.      | 245                   | 45.                   | 150            | 46.            |
| 2002/03 | 662      | 34.      | –                     | –                     | –              | –              |
| 2003/04 | 2996     | 15.      | –                     | –                     | –              | –              |
| 2004/05 | 2495     | 16.      | –                     | –                     | –              | –              |
| 2005/06 | 2060     | 15.      | –                     | –                     | –              | –              |
| 2006/07 | 1775     | 15.      | –                     | –                     | –              | –              |
| 2007/08 | 2880     | 11.      | –                     | –                     | –              | –              |
| 2008/09 | 4670     | 3.       | –                     | –                     | –              | –              |
| 2009/10 | 1878     | 17.      | –                     | –                     | –              | –              |
| 2010/11 | 2950     | 8.       | –                     | –                     | –              | –              |
| 2011/12 | 2902     | 10.      | –                     | –                     | –              | –              |
| 2012/13 | 2420     | 7.       | 2310                  | 3.                    | 158            | 30.            |
| 2013/14 | 2526     | 5.       | 2400                  | 2.                    | 126            | 34.            |
| 2014/15 | 2626     | 9.       | 1690                  | 4.                    | 936            | 15.            |
| 2015/16 | 1420     | 15.      | 950                   | 8.                    | 470            | 20.            |
| 2016/17 | 2448     | 12.      | 2420                  | 5.                    | 28             | 43.            |
| 2017/18 | 1490     | 19.      | 1300                  | 18.                   | 190            | 30.            |
| 2020/21 | 158      | 15.      | 88                    | 15.                   | 70             | 15.            |
| 2021/22 | 158      | 18.      | 104                   | 15.                   | 54             | 18.            |
| 2022/23 | 184      | 17.      | 129                   | 14.                   | 55             | 22.            |
| 2023/24 | 117      | 20.      | 117                   | 18.                   | –              | –              |
| 2024/25 | 178      | 21.      | 178                   | 18.                   | –              | –              |